# Roderfield (Virginia Occidental)
Roderfield es un lugar designado por el censo ubicado en el condado de McDowell en el estado estadounidense de Virginia Occidental. En el Censo de 2010 tenía una población de 188 habitantes y una densidad poblacional de 260,17 personas por km².

## Geografía
Roderfield se encuentra ubicado en las coordenadas 37°27′4″N 81°42′1″O / 37.45111, -81.70028. Según la Oficina del Censo de los Estados Unidos, Roderfield tiene una superficie total de 0.72 km², de la cual 0.69 km² corresponden a tierra firme y (5.02%) 0.04 km² es agua.

## Demografía
Según el censo de 2010, había 188 personas residiendo en Roderfield. La densidad de población era de 260,17 hab./km². De los 188 habitantes, Roderfield estaba compuesto por el 96.28% blancos, el 1.06% eran afroamericanos, el 0% eran amerindios, el 0% eran asiáticos, el 0% eran isleños del Pacífico, el 0% eran de otras razas y el 2.66% pertenecían a dos o más razas. Del total de la población el 0.53% eran hispanos o latinos de cualquier raza.